# Quinzième circonscription de la préfecture de Saitama
La quinzième circonscription de la préfecture de Saitama (埼玉県第15区, Saitama-ken dai-jūgo-ku) est l'une des seize circonscriptions législatives que compte la préfecture de Saitama au Japon.

## Description géographique
Depuis 2002, la quinzième circonscription de la préfecture de Saitama regroupe les villes de Warabi et Toda et une partie de la ville de Saitama correspondant, à partir de 2003, aux arrondissements de Sakura et Minami,,,. Entre 2017 et 2022, elle comprenait également une partie de la ville de Kawaguchi.

## Députés
| Législature | Début de mandat | Fin de mandat | Député élu            | Parti politique | Parti politique |
| ----------- | --------------- | ------------- | --------------------- | --------------- | --------------- |
| 43e         | 2003            | 2005          | Satoshi Takayama (ja) |                 | PDJ             |
| 44e         | 2005            | 2009          | Ryōsei Tanaka (ja)    |                 | PLD             |
| 45e         | 2009            | 2012          | Satoshi Takayama      |                 | PDJ             |
| 46e         | 2012            | 2014          | Ryōsei Tanaka         |                 | PLD             |
| 47e         | 2014            | 2017          | Ryōsei Tanaka         |                 | PLD             |
| 48e         | 2017            | 2021          | Ryōsei Tanaka         |                 | PLD             |
| 49e         | 2021            | 2024          | Ryōsei Tanaka         |                 | PLD             |
| 50e         | 2024            | -             | Ryōsei Tanaka         |                 | PLD             |